# 私人P2P
私有对等(P2P) 系统是只允许相互信任的对等方参与的对等(P2P) 系统。这可以通过使用中央服务器（例如Direct Connect 集线器）对客户端进行身份验证来实现。或者，用户可以与朋友交换密码或加密密钥以形成去中心化网络。私人对等系统可分为友对友（F2F）和基于群组的系统。 Friend-to-friend 系统只允许相互认识的用户之间建立联系，但也可以提供自动匿名转发。基于组的系统允许任何用户连接到任何其他用户，因此它们不能在不损害用户隐私的情况下扩大规模。某些软件（例如WASTE ）可以配置为创建基于组的网络或 F2F 网络。 

## 软件列表
- Direct Connect- 使用专用集线器进行文件共享和聊天
- GigaTribe - 面向私人社区的文件共享程序
- Retroshare - 基于 PGP 的私有 F2F 系统，实现Turtle F2F文件共享。
- n2n - 点对点VPN软件

以下软件名称已停止使用。
- Infinit - 基于剑桥大学研究的本地加密文件共享应用程序。 [2]
- Madster （以前称为 Aimster）- 使用好友列表限制共享的早期 P2P 软件
- Groove—一款基于P2P技术的企业群件软件

- Turtle F2F - 仅通过私人连接进行即时消息和文件共享
- WASTE - 适合 10 到 50 人用户的私人 P2P 软件